# Leichtathletik-Weltmeisterschaften 2011/Teilnehmer (Finnland)
| Gelbes Symbol für Goldmedaillen mit stilisierten Olympischen Ringen | Graues Symbol für Silbermedaillen mit stilisierten Olympischen Ringen | Braundes Symbol für Bronzemedaillen mit stilisierten Olympischen Ringen |
| ------------------------------------------------------------------- | --------------------------------------------------------------------- | ----------------------------------------------------------------------- |
| —                                                                   | —                                                                     | —                                                                       |

Der finnische Leichtathletik-Verband stellte bei den Leichtathletik-Weltmeisterschaften 2011 im koreanischen Daegu 13 Teilnehmer.

## Ergebnisse

### Männer

#### Laufdisziplinen
| Athlet           | Disziplin        | Vorlauf     | Vorlauf | Halbfinale | Halbfinale | Finale        | Finale        |
| Athlet           | Disziplin        | Zeit        | Platz   | Zeit       | Platz      | Zeit          | Platz         |
| ---------------- | ---------------- | ----------- | ------- | ---------- | ---------- | ------------- | ------------- |
| Jonathan Åstrand | 200 m            | 20,87 s     | 26      | 21,03 s    | 17         | ausgeschieden | ausgeschieden |
| Jukka Keskisalo  | 3000 m Hindernis | 8:31,52 min | 21      |            |            | ausgeschieden | ausgeschieden |
| Antti Kempas     | 50 km Gehen      |             |         |            |            | DSQ           | DSQ           |
| Jarkko Kinnunen  | 50 km Gehen      |             |         |            |            | 3:52:32 h SB  | 14            |

#### Sprung/Wurf
| Athlet                 | Disziplin      | Qualifikation | Qualifikation | Finale        | Finale        |
| Athlet                 | Disziplin      | Weite/Höhe    | Platz         | Weite/Höhe    | Platz         |
| ---------------------- | -------------- | ------------- | ------------- | ------------- | ------------- |
| Osku Torro             | Hochsprung     | 2,16 m        | 31            | ausgeschieden | ausgeschieden |
| Jere Bergius           | Stabhochsprung | 5,35 m        | 24            | ausgeschieden | ausgeschieden |
| Olli-Pekka Karjalainen | Hammerwurf     | 76,60 m SB    | 9             | 76,60 m SB    | 9             |
| Ari Mannio             | Speerwurf      | 80,27 m       | 14            | ausgeschieden | ausgeschieden |
| Tero Pitkämäki         | Speerwurf      | 79,46 m       | 17            | ausgeschieden | ausgeschieden |
| Antti Ruuskanen        | Speerwurf      | 81,03 m       | 12            | 79,46 m       | 9             |

### Frauen

#### Laufdisziplinen
| Athletin        | Disziplin        | Vorlauf      | Vorlauf | Halbfinale | Halbfinale | Finale        | Finale        |
| Athletin        | Disziplin        | Zeit         | Platz   | Zeit       | Platz      | Zeit          | Platz         |
| --------------- | ---------------- | ------------ | ------- | ---------- | ---------- | ------------- | ------------- |
| Sandra Eriksson | 3000 m Hindernis | 10:03,20 min | 24      |            |            | ausgeschieden | ausgeschieden |

#### Sprung/Wurf
| Athletin       | Disziplin      | Qualifikation | Qualifikation | Finale        | Finale        |
| Athletin       | Disziplin      | Weite/Höhe    | Platz         | Weite/Höhe    | Platz         |
| -------------- | -------------- | ------------- | ------------- | ------------- | ------------- |
| Minna Nikkanen | Stabhochsprung | DNS           | DNS           | ausgeschieden | ausgeschieden |
| Merja Korpela  | Hammerwurf     | 65,64 m       | 24            | ausgeschieden | ausgeschieden |